# Veliko Tarnovo (huyện)
Veliko Tarnovo là một huyện thuộc tỉnh Veliko Tarnovo, Bungaria. Dân số thời điểm năm 2001 là 90504 người.